# Luperca
Luperca is een geslacht van kevers uit de familie van de loopkevers (Carabidae). De wetenschappelijke naam van het geslacht is voor het eerst geldig gepubliceerd in 1840 door Castelnau.

## Soorten
Het geslacht Luperca omvat de volgende soorten:
- Luperca goryi (Guerin-Meneville, 1838)
- Luperca laevigata (Fabricius, 1781)